# Bahnhof Hattenheim

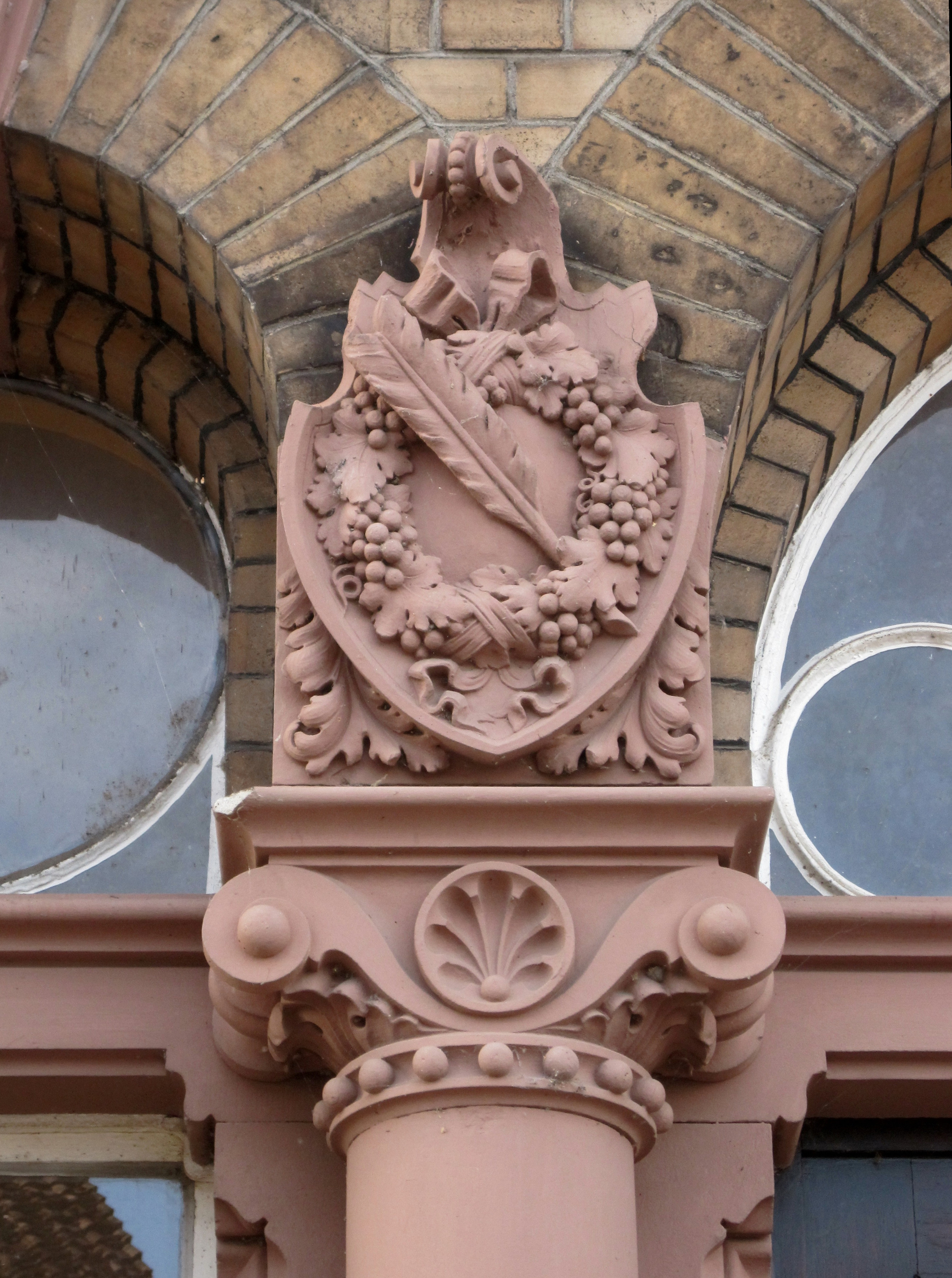
Wappen von Hattenheim

Der Bahnhof Hattenheim ist der Bahnhof des Ortes Hattenheim im Rheingau-Taunus-Kreis an der rechten Rheinstrecke.

## Geschichte
Für die am 11. August 1856 eröffnete Nassauische Rheinbahn von Wiesbaden nach Rüdesheim und später nach Oberlahnstein wurde in den Jahren 1884–1885 das heute denkmalgeschützte Empfangsgebäude des Hattenheimer Bahnhofs anstelle eines älteren Vorgängerbaus errichtet. Entworfen wurde der zweigeschossige Typenbau wahrscheinlich nach Plänen des Architekten Paul Rowald. Das Gebäude verfügte im Erdgeschoss über eine Wartehalle sowie verschiedene Funktionsräume, im zweiten Stock befand sich die Wohnung des Stationsvorstehers.
Der nahezu symmetrische Backsteinbau in Mischform von Neugotik und -renaissance besteht aus einem vorgesetzten Giebelrisalit mit Rundbogenportal und Kämpfer, welches von zwei Säulen flankiert wird. Den Abschluss der Säulen bilden zwei Sandsteinwappen: Eines mit dem Preußischen Adler, das andere mit dem Wappen von Hattenheim, indem jedoch die Märtyrerpalme des Kirchenpatrons Vinzenz von Valencia fälschlicherweise als Feder dargestellt wird. Die Bogenfenster des Erdgeschosses sind mit kreisförmigen Sprossen und Schlusssteinen versehen. Ein Terrakottafries mit Weinrankenreliefs umläuft den gesamten Bau. Ein um 1900 entstandener Anbau schließt das Gebäude nach Osten hin ab. Ein weiteres Empfangsgebäude dieses Typs, wahrscheinlich ebenfalls von Rowald entworfen, ist in Geisenheim zu finden.
Zur Zeit des Nationalsozialismus wurden im Rahmen der Euthanasie-Verbrechen auf Gleis 4 ankommende Züge mit extra angehängten Waggons mit Kindern „abgefertigt“. Diese wurden in die „Kinderfachabteilung“ der nahegelegenen Landesheilanstalt Eichberg gebracht und dort zu „wissenschaftlichen Zwecken“ beobachtet und größtenteils ermordet. Auch erwachsene Patienten kamen über den Hattenheimer Bahnhof zum Eichberg und wurden dort entweder ebenfalls getötet oder weiter zur Tötungsanstalt Hadamar verbracht.

## Betrieb
Der Bahnhof verfügt an Gleis 1 über einen Hausbahnsteig für den Zugverkehr Richtung Wiesbaden und Frankfurt sowie über einen Seitenbahnsteig, der bis zu Demontage des Gleis 3 ein Mittelbahnsteig für Gleis 2 und 3 war. Von Gleis 2 fahren Züge in Richtung Koblenz und Neuwied, das abgebaute Gleis 3 diente früher Überholvorgängen. Das ehemalige Gütergleis 4 wurde 2015 abgebaut.
Der Bahnhof wird seit dem 3. Oktober 2010 aus der Betriebszentrale Frankfurt ferngesteuert.

### Nahverkehr
Der Hattenheimer Bahnhof liegt im Tarifgebiet des Rhein-Main-Verkehrsverbundes (RMV). Der Bahnhof wird stündlich von der Regionalbahn-Linie RB 10 (RheingauLinie), im Berufsverkehr auch halbstündlich, angefahren.
| Linie | Verlauf | Takt                                                                   |
| ----- | --- | ---------------------------------------------------------------------- |
| RB 10 | RheingauLinie: Frankfurt (Main) Hbf – Frankfurt-Höchst – Mainz-Kastel – Wiesbaden Hbf – Wiesbaden-Biebrich – Wiesbaden-Schierstein – Niederwalluf – Eltville – Erbach (Rheingau) – Hattenheim – Oestrich-Winkel – Geisenheim – Rüdesheim (Rhein) – Assmannshausen – Lorch (Rhein) – Lorchhausen – Kaub – St. Goarshausen – Kestert – Kamp-Bornhofen – Filsen – Osterspai – Braubach – Oberlahnstein – Niederlahnstein – Koblenz Hbf – Koblenz Stadtmitte – Neuwied Stand: Fahrplanwechsel Dezember 2023 | 60 min 30 min (Frankf.–Assmannshausen) 30 min (Frankf.–KO Hbf zur HVZ) |

Im Busverkehr wird der Bahnhof von der Linie 181 des ORN Richtung Hallgarten oder Geisenheim bedient.

### Güterverkehr
Vom ehemaligen Güterverkehr zeugt heute noch der alte Güterschuppen, das Gütergleis (Gleis 4) wurde 2014 demontiert.

### Stellwerk
Im Bahnhofsgebäude befand sich das Stellwerk Hattenheim Hf. Es handelte sich hierbei um ein Drucktastenstellwerk des Typs Dr S2, welches 1954 in Betrieb genommen wurde. Das Stellwerk ist am 3. Oktober 2014 um 3:30 Uhr außer Betrieb gegangen und durch ein ferngesteuertes ESTW ersetzt.